# 미국 가톨릭 대학교
미국가톨릭대학교(The Catholic University of America)는 미국 워싱턴 D.C.에 위치한 사립대학교이다.
교황 레오 13세의 지원을 통해 1887년에 설립되어 1888년 개교하였다. 1900년부터 2002년까지 미국 대학 협회에 속해 있었다. 대학의 마스코트는 홍관조이다.

## 갤러리

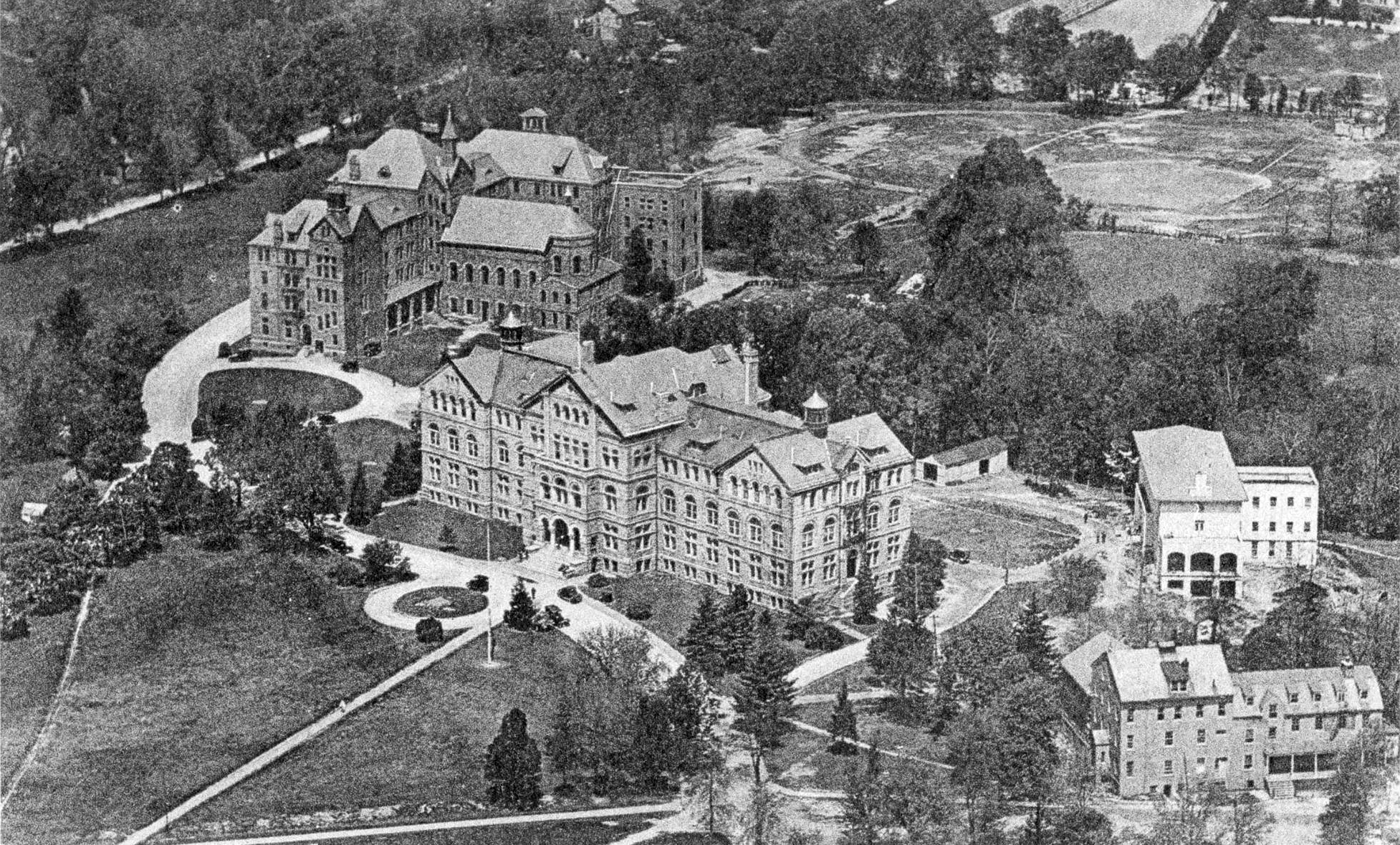
1920년의 캠퍼스 모습
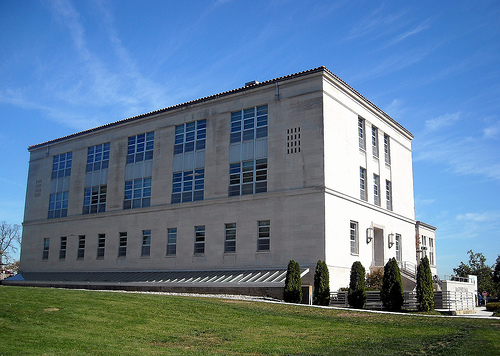
맥기브니 홀, 기숙사
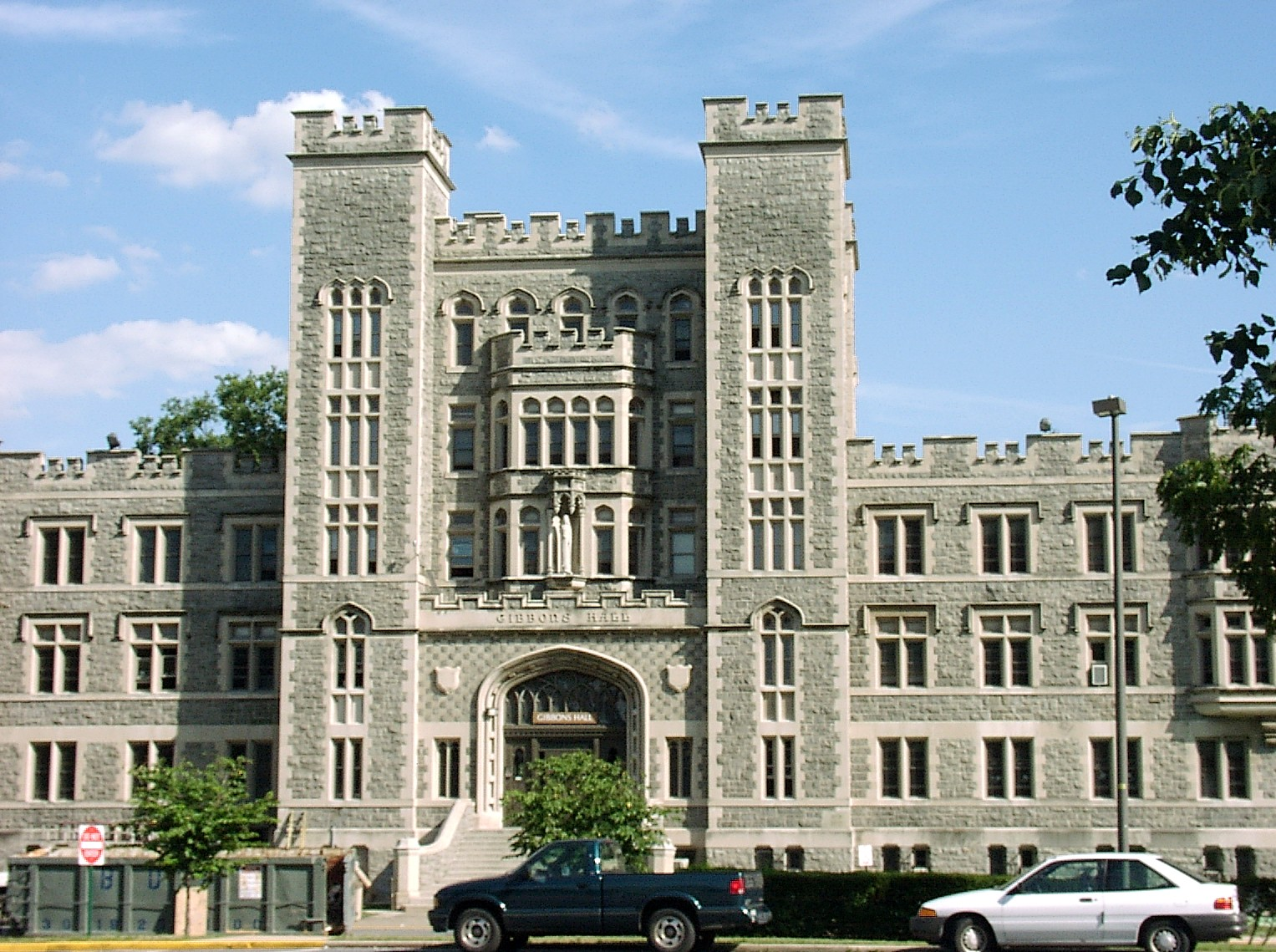
기번스 홀